# Aude megye községei
Aude megyében 438 település található.
- (CAC) Carcassonnais agglomerációs körzete (2002).
- (CAN) Narbonnaise agglomerációs körzete (2003)

| INSEE | Irányítószám | Önkormányzat                           |
| ----- | ------------ | -------------------------------------- |
| 11001 | 11800        | Aigues-Vives                           |
| 11002 | 11320        | Airoux                                 |
| 11003 | 11300        | Ajac                                   |
| 11004 | 11240        | Alaigne                                |
| 11005 | 11290        | Alairac                                |
| 11006 | 11360        | Albas                                  |
| 11007 | 11330        | Albières                               |
| 11008 | 11580        | Alet-les-Bains                         |
| 11009 | 11170        | Alzonne                                |
| 11010 | 11190        | Antugnac                               |
| 11011 | 11600        | Aragon                                 |
| 11012 | 11120        | Argeliers                              |
| 11013 | 11200        | Argens-Minervois                       |
| 11014 | 11110        | Armissan (CAN)                         |
| 11015 | 11190        | Arques                                 |
| 11016 | 11220        | Arquettes-en-Val                       |
| 11017 | 11140        | Artigues                               |
| 11018 | 11290        | Arzens                                 |
| 11019 | 11140        | Aunat                                  |
| 11020 | 11330        | Auriac                                 |
| 11021 | 11140        | Axat                                   |
| 11022 | 11700        | Azille                                 |
| 11023 | 11800        | Badens                                 |
| 11024 | 11100        | Bages (CAN)                            |
| 11025 | 11600        | Bagnoles                               |
| 11026 | 11410        | Baraigne                               |
| 11027 | 11800        | Barbaira                               |
| 11028 | 11340        | Belcaire                               |
| 11029 | 11580        | Belcastel-et-Buc                       |
| 11030 | 11410        | Belflou                                |
| 11031 | 11140        | Belfort-sur-Rebenty                    |
| 11032 | 11240        | Bellegarde-du-Razès                    |
| 11033 | 11420        | Belpech                                |
| 11034 | 11240        | Belvèze-du-Razès                       |
| 11035 | 11500        | Belvianes-et-Cavirac                   |
| 11036 | 11340        | Belvis                                 |
| 11037 | 11090        | Berriac (CAC)                          |
| 11038 | 11140        | Bessède-de-Sault                       |
| 11039 | 11300        | La Bezole                              |
| 11040 | 11200        | Bizanet (CAN)                          |
| 11041 | 11120        | Bize-Minervois                         |
| 11042 | 11700        | Blomac                                 |
| 11043 | 11800        | Bouilhonnac                            |
| 11044 | 11190        | Bouisse                                |
| 11045 | 11300        | Bouriège                               |
| 11046 | 11300        | Bourigeole                             |
| 11047 | 11140        | Le Bousquet                            |
| 11048 | 11200        | Boutenac                               |
| 11049 | 11150        | Bram                                   |
| 11050 | 11500        | Brenac                                 |
| 11051 | 11270        | Brézilhac                              |
| 11052 | 11390        | Brousses-et-Villaret                   |
| 11053 | 11300        | Brugairolles                           |
| 11054 | 11400        | Les Brunels                            |
| 11055 | 11190        | Bugarach                               |
| 11056 | 11160        | Cabrespine                             |
| 11057 | 11420        | Cahuzac                                |
| 11058 | 11240        | Cailhau                                |
| 11059 | 11240        | Cailhavel                              |
| 11060 | 11140        | Cailla                                 |
| 11061 | 11240        | Cambieure                              |
| 11062 | 11140        | Campagna-de-Sault                      |
| 11063 | 11260        | Campagne-sur-Aude                      |
| 11064 | 11200        | Camplong-d'Aude                        |
| 11065 | 11190        | Camps-sur-l'Agly                       |
| 11066 | 11340        | Camurac                                |
| 11067 | 11200        | Canet                                  |
| 11068 | 11700        | Capendu                                |
| 11069 | 11000        | Carcassonne (CAC)                      |
| 11070 | 11170        | Carlipa                                |
| 11071 | 11360        | Cascastel-des-Corbières                |
| 11072 | 11270        | La Cassaigne                           |
| 11073 | 11190        | Cassaignes                             |
| 11074 | 11320        | Les Cassés                             |
| 11075 | 11160        | Castans                                |
| 11076 | 11400        | Castelnaudary                          |
| 11077 | 11700        | Castelnau-d'Aude                       |
| 11078 | 11300        | Castelreng                             |
| 11079 | 11390        | Caudebronde                            |
| 11080 | 11230        | Caudeval                               |
| 11081 | 11160        | Caunes-Minervois                       |
| 11083 | 11220        | Caunettes-en-Val                       |
| 11082 | 11250        | Caunette-sur-Lauquet                   |
| 11084 | 11170        | Caux-et-Sauzens (CAC)                  |
| 11085 | 11570        | Cavanac (CAC)                          |
| 11086 | 11510        | Caves                                  |
| 11087 | 11270        | Cazalrenoux                            |
| 11088 | 11570        | Cazilhac (CAC)                         |
| 11089 | 11170        | Cenne-Monestiés                        |
| 11090 | 11300        | Cépie                                  |
| 11091 | 11230        | Chalabre                               |
| 11092 | 11160        | Citou                                  |
| 11093 | 11140        | Le Clat                                |
| 11094 | 11250        | Clermont-sur-Lauquet                   |
| 11095 | 11700        | Comigne                                |
| 11096 | 11340        | Comus                                  |
| 11098 | 11200        | Conilhac-Corbières                     |
| 11097 | 11190        | Conilhac-de-la-Montagne                |
| 11099 | 11600        | Conques-sur-Orbiel                     |
| 11100 | 11230        | Corbières                              |
| 11101 | 11500        | Coudons                                |
| 11102 | 11250        | Couffoulens (CAC)                      |
| 11103 | 11190        | Couiza                                 |
| 11104 | 11140        | Counozouls                             |
| 11105 | 11300        | Cournanel                              |
| 11106 | 11110        | Coursan (CAN)                          |
| 11107 | 11230        | Courtauly                              |
| 11108 | 11240        | La Courtète                            |
| 11109 | 11190        | Coustaussa                             |
| 11110 | 11220        | Coustouge                              |
| 11111 | 11200        | Cruscades                              |
| 11112 | 11190        | Cubières-sur-Cinoble                   |
| 11113 | 11350        | Cucugnan                               |
| 11114 | 11410        | Cumiès                                 |
| 11115 | 11390        | Cuxac-Cabardès                         |
| 11116 | 11590        | Cuxac-d’Aude (CAN)                     |
| 11117 | 11330        | Davejean                               |
| 11118 | 11330        | Dernacueillette                        |
| 11119 | 11300        | La Digne-d’Amont                       |
| 11120 | 11300        | La Digne-d’Aval                        |
| 11121 | 11240        | Donazac                                |
| 11122 | 11700        | Douzens                                |
| 11123 | 11350        | Duilhac-sous-Peyrepertuse              |
| 11124 | 11360        | Durban-Corbières                       |
| 11125 | 11360        | Embres-et-Castelmaure                  |
| 11126 | 11200        | Escales                                |
| 11127 | 11140        | Escouloubre                            |
| 11128 | 11240        | Escueillens-et-Saint-Just-de-Bélengard |
| 11129 | 11260        | Espéraza                               |
| 11130 | 11340        | Espezel                                |
| 11131 | 11260        | Fa                                     |
| 11132 | 11200        | Fabrezan                               |
| 11133 | 11220        | Fajac-en-Val                           |
| 11134 | 11410        | Fajac-la-Relenque                      |
| 11135 | 11140        | La Fajolle                             |
| 11136 | 11270        | Fanjeaux                               |
| 11137 | 11330        | Félines-Termenès                       |
| 11138 | 11400        | Fendeille                              |
| 11139 | 11240        | Fenouillet-du-Razès                    |
| 11140 | 11200        | Ferrals-les-Corbières                  |
| 11141 | 11240        | Ferran                                 |
| 11142 | 11300        | Festes-et-Saint-André                  |
| 11143 | 11510        | Feuilla                                |
| 11144 | 11510        | Fitou                                  |
| 11145 | 11560        | Fleury (CAN)                           |
| 11146 | 11800        | Floure                                 |
| 11147 | 11140        | Fontanès-de-Sault                      |
| 11148 | 11700        | Fontcouverte                           |
| 11149 | 11400        | Fonters-du-Razès                       |
| 11150 | 11310        | Fontiers-Cabardès                      |
| 11151 | 11800        | Fontiès-d'Aude (CAC)                   |
| 11152 | 11360        | Fontjoncouse                           |
| 11153 | 11270        | La Force                               |
| 11154 | 11600        | Fournes-Cabardès                       |
| 11155 | 11190        | Fourtou                                |
| 11156 | 11600        | Fraisse-Cabardès                       |
| 11157 | 11360        | Fraissé-des-Corbières                  |
| 11158 | 11300        | Gaja-et-Villedieu                      |
| 11159 | 11270        | Gaja-la-Selve                          |
| 11160 | 11140        | Galinagues                             |
| 11161 | 11250        | Gardie                                 |
| 11162 | 11270        | Generville                             |
| 11163 | 11140        | Gincla                                 |
| 11164 | 11120        | Ginestas                               |
| 11165 | 11500        | Ginoles                                |
| 11166 | 11410        | Gourvieille                            |
| 11167 | 11240        | Gramazie                               |
| 11168 | 11500        | Granès                                 |
| 11169 | 11250        | Greffeil                               |
| 11170 | 11430        | Gruissan (CAN)                         |
| 11171 | 11230        | Gueytes-et-Labastide                   |
| 11172 | 11200        | Homps                                  |
| 11173 | 11240        | Hounoux                                |
| 11174 | 11380        | Les Ilhes                              |
| 11175 | 11400        | Issel                                  |
| 11176 | 11220        | Jonquières                             |
| 11177 | 11140        | Joucou                                 |
| 11178 | 11320        | Labastide-d'Anjou                      |
| 11179 | 11220        | Labastide-en-Val                       |
| 11180 | 11380        | Labastide-Esparbairenque               |
| 11181 | 11400        | Labécède-Lauragais                     |
| 11182 | 11310        | Lacombe                                |
| 11183 | 11250        | Ladern-sur-Lauquet                     |
| 11184 | 11420        | Lafage                                 |
| 11185 | 11220        | Lagrasse                               |
| 11186 | 11330        | Lairière                               |
| 11187 | 11330        | Lanet                                  |
| 11189 | 11390        | Laprade                                |
| 11302 | 11140        | Lapradelle-Puilaurens                  |
| 11191 | 11330        | Laroque-de-Fa                          |
| 11192 | 11400        | Lasbordes                              |
| 11193 | 11270        | Lasserre-de-Prouille                   |
| 11194 | 11600        | Lastours                               |
| 11195 | 11400        | Laurabuc                               |
| 11196 | 11270        | Laurac                                 |
| 11197 | 11300        | Lauraguel                              |
| 11198 | 11800        | Laure-Minervois                        |
| 11199 | 11290        | Lavalette (CAC)                        |
| 11200 | 11160        | Lespinassière                          |
| 11201 | 11250        | Leuc (CAC)                             |
| 11202 | 11370        | Leucate                                |
| 11203 | 11200        | Lézignan-Corbières                     |
| 11204 | 11240        | Lignairolles                           |
| 11205 | 11600        | Limousis                               |
| 11206 | 11300        | Limoux                                 |
| 11207 | 11300        | Loupia                                 |
| 11208 | 11410        | La Louvière-Lauragais                  |
| 11209 | 11190        | Luc-sur-Aude                           |
| 11210 | 11200        | Luc-sur-Orbieu                         |
| 11211 | 11300        | Magrie                                 |
| 11212 | 11120        | Mailhac                                |
| 11213 | 11330        | Maisons                                |
| 11214 | 11300        | Malras                                 |
| 11215 | 11600        | Malves-en-Minervois                    |
| 11216 | 11300        | Malviès                                |
| 11217 | 11120        | Marcorignan (CAN)                      |
| 11218 | 11410        | Marquein                               |
| 11219 | 11140        | Marsa                                  |
| 11220 | 11800        | Marseillette                           |
| 11221 | 11390        | Les Martys                             |
| 11222 | 11380        | Mas-Cabardès                           |
| 11223 | 11570        | Mas-des-Cours (CAC)                    |
| 11224 | 11330        | Massac                                 |
| 11225 | 11400        | Mas-Saintes-Puelles                    |
| 11226 | 11420        | Mayreville                             |
| 11227 | 11220        | Mayronnes                              |
| 11228 | 11240        | Mazerolles-du-Razès                    |
| 11229 | 11140        | Mazuby                                 |
| 11230 | 11140        | Mérial                                 |
| 11231 | 11410        | Mézerville                             |
| 11232 | 11380        | Miraval-Cabardes                       |
| 11233 | 11120        | Mirepeisset                            |
| 11234 | 11400        | Mireval-Lauragais                      |
| 11235 | 11580        | Missègre                               |
| 11236 | 11420        | Molandier                              |
| 11238 | 11410        | Molleville                             |
| 11239 | 11410        | Montauriol                             |
| 11240 | 11190        | Montazels                              |
| 11241 | 11700        | Montbrun-des-Corbières                 |
| 11242 | 11250        | Montclar                               |
| 11243 | 11320        | Montferrand                            |
| 11244 | 11140        | Montfort-sur-Boulzane                  |
| 11245 | 11330        | Montgaillard                           |
| 11246 | 11240        | Montgradail                            |
| 11247 | 11240        | Monthaut                               |
| 11248 | 11800        | Montirat (CAC)                         |
| 11249 | 11230        | Montjardin                             |
| 11250 | 11330        | Montjoi                                |
| 11251 | 11220        | Montlaur                               |
| 11252 | 11320        | Montmaur                               |
| 11253 | 11170        | Montolieu                              |
| 11254 | 11290        | Montréal                               |
| 11255 | 11100        | Montredon-des-Corbières (CAN)          |
| 11256 | 11200        | Montséret                              |
| 11257 | 11800        | Monze                                  |
| 11258 | 11120        | Moussan (CAN)                          |
| 11259 | 11170        | Moussoulens                            |
| 11260 | 11330        | Mouthoumet                             |
| 11261 | 11700        | Moux                                   |
| 11262 | 11100        | Narbonne (CAN)                         |
| 11263 | 11500        | Nébias                                 |
| 11264 | 11200        | Névian (CAN)                           |
| 11265 | 11140        | Niort-de-Sault                         |
| 11267 | 11200        | Ornaisons                              |
| 11268 | 11270        | Orsans                                 |
| 11269 | 11590        | Ouveillan (CAN)                        |
| 11270 | 11350        | Padern                                 |
| 11271 | 11330        | Palairac                               |
| 11272 | 11570        | Palaja (CAC)                           |
| 11188 | 11480        | La Palme                               |
| 11273 | 11200        | Paraza                                 |
| 11274 | 11300        | Pauligne                               |
| 11275 | 11410        | Payra-sur-l'Hers                       |
| 11276 | 11350        | Paziols                                |
| 11277 | 11420        | Pécharic-et-le-Py                      |
| 11278 | 11420        | Pech-Luna                              |
| 11279 | 11610        | Pennautier (CAC)                       |
| 11280 | 11700        | Pépieux                                |
| 11281 | 11150        | Pexiora                                |
| 11282 | 11230        | Peyrefitte-du-Razès                    |
| 11283 | 11420        | Peyrefitte-sur-l'Hers                  |
| 11284 | 11400        | Peyrens                                |
| 11285 | 11440        | Peyriac-de-Mer (CAN)                   |
| 11286 | 11160        | Peyriac-Minervois                      |
| 11287 | 11190        | Peyrolles                              |
| 11288 | 11170        | Pezens (CAC)                           |
| 11289 | 11300        | Pieusse                                |
| 11290 | 11420        | Plaigne                                |
| 11291 | 11270        | Plavilla                               |
| 11292 | 11400        | La Pomarède                            |
| 11293 | 11250        | Pomas                                  |
| 11294 | 11300        | Pomy                                   |
| 11295 | 11490        | Portel-des-Corbières                   |
| 11266 | 11210        | Port-la-Nouvelle                       |
| 11296 | 11120        | Pouzols-Minervois                      |
| 11297 | 11380        | Pradelles-Cabardès                     |
| 11298 | 11220        | Pradelles-en-Val                       |
| 11299 | 11250        | Preixan (CAC)                          |
| 11300 | 11400        | Puginier                               |
| 11301 | 11700        | Puichéric                              |
| 11303 | 11230        | Puivert                                |
| 11304 | 11500        | Quillan                                |
| 11305 | 11360        | Quintillan                             |
| 11306 | 11500        | Quirbajou                              |
| 11307 | 11200        | Raissac-d'Aude (CAN)                   |
| 11308 | 11170        | Raissac-sur-Lampy                      |
| 11190 | 11700        | La Redorte                             |
| 11309 | 11190        | Rennes-le-Château                      |
| 11310 | 11190        | Rennes-les-Bains                       |
| 11311 | 11220        | Ribaute                                |
| 11312 | 11270        | Ribouisse                              |
| 11313 | 11400        | Ricaud                                 |
| 11314 | 11220        | Rieux-en-Val                           |
| 11315 | 11160        | Rieux-Minervois                        |
| 11316 | 11230        | Rivel                                  |
| 11317 | 11140        | Rodome                                 |
| 11318 | 11700        | Roquecourbe-Minervois                  |
| 11319 | 11380        | Roquefère                              |
| 11320 | 11340        | Roquefeuil                             |
| 11321 | 11140        | Roquefort-de-Sault                     |
| 11322 | 11540        | Roquefort-des-Corbières                |
| 11323 | 11300        | Roquetaillade                          |
| 11324 | 11200        | Roubia                                 |
| 11325 | 11250        | Rouffiac-d'Aude (CAC)                  |
| 11326 | 11350        | Rouffiac-des-Corbières                 |
| 11327 | 11290        | Roullens (CAC)                         |
| 11328 | 11240        | Routier                                |
| 11329 | 11260        | Rouvenac                               |
| 11330 | 11800        | Rustiques                              |
| 11331 | 11270        | Saint-Amans                            |
| 11332 | 11200        | Saint-André-de-Roquelongue             |
| 11333 | 11230        | Saint-Benoît                           |
| 11337 | 11700        | Saint-Couat-d'Aude                     |
| 11338 | 11300        | Saint-Couat-du-Razès                   |
| 11339 | 11310        | Saint-Denis                            |
| 11334 | 11410        | Sainte-Camelle                         |
| 11335 | 11140        | Sainte-Colombe-sur-Guette              |
| 11336 | 11230        | Sainte-Colombe-sur-l'Hers              |
| 11340 | 11170        | Sainte-Eulalie                         |
| 11366 | 11120        | Sainte-Valière                         |
| 11341 | 11500        | Saint-Ferriol                          |
| 11342 | 11800        | Saint-Frichoux                         |
| 11343 | 11270        | Saint-Gaudéric                         |
| 11344 | 11250        | Saint-Hilaire                          |
| 11345 | 11360        | Saint-Jean-de-Barrou                   |
| 11346 | 11260        | Saint-Jean-de-Paracol                  |
| 11347 | 11500        | Saint-Julia-de-Bec                     |
| 11348 | 11270        | Saint-Julien-de-Briola                 |
| 11350 | 11500        | Saint-Just-et-le-Bézu                  |
| 11351 | 11220        | Saint-Laurent-de-la-Cabrerisse         |
| 11352 | 11500        | Saint-Louis-et-Parahou                 |
| 11353 | 11120        | Saint-Marcel-sur-Aude                  |
| 11354 | 11220        | Saint-Martin-des-Puits                 |
| 11355 | 11300        | Saint-Martin-de-Villereglan            |
| 11356 | 11400        | Saint-Martin-Lalande                   |
| 11357 | 11170        | Saint-Martin-le-Vieil                  |
| 11358 | 11500        | Saint-Martin-Lys                       |
| 11359 | 11410        | Saint-Michel-de-Lanès                  |
| 11360 | 11120        | Saint-Nazaire-d'Aude                   |
| 11361 | 11400        | Saint-Papoul                           |
| 11362 | 11320        | Saint-Paulet                           |
| 11363 | 11220        | Saint-Pierre-des-Champs                |
| 11364 | 11300        | Saint-Polycarpe                        |
| 11365 | 11420        | Saint-Sernin                           |
| 11367 | 11310        | Saissac                                |
| 11368 | 11600        | Sallèles-Cabardès                      |
| 11369 | 11590        | Sallèles-d'Aude                        |
| 11370 | 11110        | Salles-d'Aude (CAN)                    |
| 11371 | 11410        | Salles-sur-l'Hers                      |
| 11372 | 11600        | Salsigne                               |
| 11373 | 11140        | Salvezines                             |
| 11374 | 11330        | Salza                                  |
| 11375 | 11240        | Seignalens                             |
| 11376 | 11190        | La Serpent                             |
| 11377 | 11190        | Serres                                 |
| 11378 | 11220        | Serviès-en-Val                         |
| 11379 | 11130        | Sigean                                 |
| 11380 | 11230        | Sonnac-sur-l'Hers                      |
| 11381 | 11190        | Sougraigne                             |
| 11382 | 11400        | Souilhanels                            |
| 11383 | 11400        | Souilhe                                |
| 11384 | 11350        | Soulatgé                               |
| 11385 | 11320        | Soupex                                 |
| 11386 | 11220        | Talairan                               |
| 11387 | 11220        | Taurize                                |
| 11388 | 11330        | Termes                                 |
| 11389 | 11580        | Terroles                               |
| 11390 | 11200        | Thézan-des-Corbières                   |
| 11391 | 11380        | La Tourette-Cabardès                   |
| 11392 | 11220        | Tournissan                             |
| 11393 | 11200        | Tourouzelle                            |
| 11394 | 11300        | Tourreilles                            |
| 11395 | 11160        | Trassanel                              |
| 11396 | 11160        | Trausse                                |
| 11397 | 11800        | Trèbes (CAC)                           |
| 11398 | 11510        | Treilles                               |
| 11399 | 11400        | Tréville                               |
| 11400 | 11230        | Tréziers                               |
| 11401 | 11350        | Tuchan                                 |
| 11402 | 11580        | Valmigère                              |
| 11404 | 11610        | Ventenac-Cabardès                      |
| 11405 | 11120        | Ventenac-en-Minervois                  |
| 11406 | 11580        | Véraza                                 |
| 11407 | 11400        | Verdun-en-Lauragais                    |
| 11408 | 11250        | Verzeille                              |
| 11409 | 11330        | Vignevieille                           |
| 11410 | 11600        | Villalier                              |
| 11411 | 11600        | Villanière                             |
| 11412 | 11580        | Villardebelle                          |
| 11413 | 11600        | Villardonnel                           |
| 11414 | 11220        | Villar-en-Val                          |
| 11415 | 11250        | Villar-Saint-Anselme                   |
| 11416 | 11600        | Villarzel-Cabardès                     |
| 11417 | 11300        | Villarzel-du-Razès                     |
| 11418 | 11150        | Villasavary                            |
| 11419 | 11420        | Villautou                              |
| 11420 | 11250        | Villebazy                              |
| 11421 | 11200        | Villedaigne (CAN)                      |
| 11422 | 11800        | Villedubert (CAC)                      |
| 11423 | 11570        | Villefloure                            |
| 11424 | 11230        | Villefort                              |
| 11425 | 11600        | Villegailhenc                          |
| 11426 | 11600        | Villegly                               |
| 11427 | 11300        | Villelongue-d'Aude                     |
| 11428 | 11310        | Villemagne                             |
| 11429 | 11620        | Villemoustaussou (CAC)                 |
| 11430 | 11400        | Villeneuve-la-Comptal                  |
| 11431 | 11360        | Villeneuve-les-Corbières               |
| 11432 | 11290        | Villeneuve-lès-Montréal                |
| 11433 | 11160        | Villeneuve-Minervois                   |
| 11434 | 11150        | Villepinte                             |
| 11435 | 11330        | Villerouge-Termenès                    |
| 11436 | 11360        | Villesèque-des-Corbières               |
| 11437 | 11170        | Villesèquelande                        |
| 11438 | 11150        | Villesiscle                            |
| 11439 | 11170        | Villespy                               |
| 11440 | 11220        | Villetritouls                          |
| 11441 | 11110        | Vinassan (CAN)                         |